# 量子基金
量子基金（英語：Quantum Group of Funds）由双鹰基金演变而来，是美国金融家乔治·索罗斯旗下索罗斯基金管理经营的最大的对冲基金，亦是全球规模较大的几个对冲基金之一。

## 历史
於1970年由索羅斯和吉姆·羅傑斯一同創立。該基金曾多次以金融工具試圖襲擊許多國家的貨幣而得利，包括1992年襲擊英镑，該事件被稱為黑色星期三。1997年亞洲金融風暴中，襲擊泰國、馬來西亞等國的貨幣，後又試圖狙擊港幣，但因香港政府的力守而放棄狙擊，但是也使香港損失慘重，香港恆生指數曾經一日大跌三千餘點。2010年索羅斯又在香港設置辦公室。

## 外部連結
- 量子基金